# 4468 Pogrebetskij
A 4468 Pogrebetskij (ideiglenes jelöléssel 1976 SZ3) a Naprendszer kisbolygóövében található aszteroida. Nyikolaj Sztyepanovics Csernih fedezte fel 1976. szeptember 24-én.